# 平山允
平山 允（ひらやま まこと、1935年12月15日 - ）は、日本のアナウンサー、映画評論家。TBSアナウンサー第7期生。日本映画ペンクラブ会員。東京府（のちの東京都）出身。

## 来歴・人物
早稲田大学第一政経学部卒業後、1961年4月にTBSへアナウンサー第7期生として入社。主に芸能（歌謡）、ニュース、スポーツ番組を担当した。深夜ラジオワイド番組『パック・イン・ミュージック』では、秘密結社「TBSシネクラブ」シヤチョーとして、映画情報コーナーを担当。一方で、映画雑誌『ロードショー』などで映画評を発表するほか、「毎日映画コンクール」の司会と選考委員を25年以上に渡り担当。
その間、報道局ニュース部（1964年3月）→ニュース取材部（1965年12月）→ラジオニュース部兼アナウンサー研修室付（1967年11月）→テレビ本部報道局ラジオニュース部（1970年7月）→ラジオ本部アナウンス室（1971年4月）→ラジオ本部アナウンス室兼第二制作局スポーツ部（1984年6月）→編成局番組宣伝部（1986年7月）→事業総局ライブラリー局資料部（1991年5月。1992年当時は、調査資料局資料室）にそれぞれ配属された。1995年12月に定年。
TBS退社後は、フリーアナウンサーとなる。『生島ヒロシのおはよう一直線』の映画コーナーのほか、映画をテーマとしたラジオ番組に出演している。
映画試写状のコレクターであり、50年で1万5000枚集めた事を明かしている。また、TBS在職当時の社報には「試写会招待状の配布を独占する秘密結社シネクラブの社長」と書かれた事がある。

## 出演番組
※いずれも、TBSラジオの番組。このほか、FM局の番組にも出演経験がある。
- モーニングモーニング（1962年）[4][5][9]
- ホリデー・イン・ポップス（1969年）[5]
- お笑い演芸ホール（1972年）[5]
- 起きぬけ歌謡曲（1974年）[5]
- お好み名人寄席（1974年）[5]
- 東京赤坂歌謡曲（1974年）[5]
- さわやか歌謡曲（1975年）[5]
- ナイタースタートダッシュ（1978年）[4][5]
- 年忘れさわやか歌謡曲（1979年12月29日・30日、5:00 - 5:40に放送された特別番組）[10]
- ホリデーマイライフ（1980年）[5]
- パック・イン・ミュージック[2]
- 生島ヒロシのおはよう一直線（映画コーナー。TBS退社後）[2]